# Còlob vermell
Els còlobs vermells (Piliocolobus) són un gènere de micos del Vell Món del gènere Procolobus. Anteriorment era considerat un subgènere de Procolobus al còlob verd. Són parents propers dels micos del gènere Colobus i algunes espècies sovint formen grups amb cercopitecs blaus. El còlob vermell occidental sovint és caçat pel ximpanzé comú.